# عكوب وردي
عكوب وردي (الاسم العلمي: Gundelia rosea) هي نوع نباتي يتبع جنس العكوب من الفصيلة النجمية. 